# 索尔尼耶尔 (厄尔-卢瓦省)
索尔尼耶尔（法語：Saulnières，法語發音：[so(l)njɛʁ]）是法国厄尔-卢瓦省的一个市镇，属于德勒区。

## 地理
索尔尼耶尔（48°39'36"N, 1°16'20"E）面积10.65 平方千米，位于法国中央-卢瓦尔河谷大区厄尔-卢瓦省，该省份为法国北部内陆省份，北起顺时针与厄尔省、伊夫林省、埃松省、卢瓦雷省、卢瓦-谢尔省、萨尔特省和奧恩省接壤。
与索尔尼耶尔接壤的市镇（或旧市镇、城区）包括：沙坦库尔、德鲁艾地区加朗西埃、克雷西库韦、欧奈苏克雷西、勒布莱双教堂村、圣索沃尔-马尔维尔、圣让德勒贝维利耶、方丹莱里布。

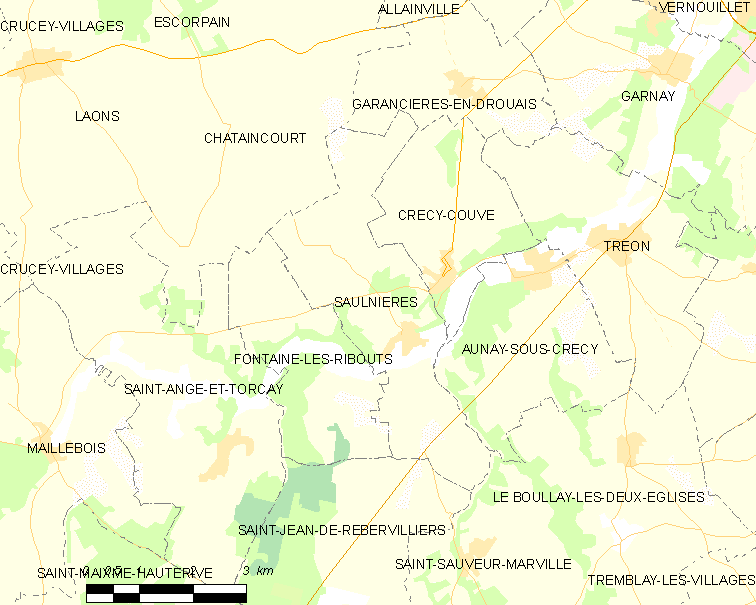
的OSM定位图

索尔尼耶尔的时区为UTC+01:00、UTC+02:00（夏令时）。

## 行政
索尔尼耶尔的邮政编码为28500，INSEE市镇编码为28369。

## 政治
索尔尼耶尔所属的省级选区为德勒第一县。

## 人口

1962-2008年间人口变化图示

索尔尼耶尔于2022年1月1日时的人口数量为772人。